# Bergant
Bergant je 167. najbolj pogost priimek v Sloveniji, ki ga je po podatkih Statističnega urada Republike Slovenije na dan 31. decembra 2007 uporabljalo 1.012 oseb.

## Znani nosilci priimka
- Alain Brian Bergant (*1967), pravnik, diplomat
- Aleksandra Bergant Suhodolčan, dermatovenerologinja
- Andrej Bergant (*1938), narodnozabavni pevec (Fantje s Praprotna, Ansambel Lojzeta Slaka)
- Anton Bergant (*1957), strojnik, član IAS
- Anže Bergant, hokejist
- Berta Bukšek (r. Bergant), igralka
- Bogomil Bergant (1941—2014), ekonomist, univ. prof.
- Boris Bergant (*1948), novinar, televizijski delavec
- Borut Bergant - Čita (1954—1985), alpinist
- Branko Bergant - "Brane Brada" (1954—2016), planinski delavec, lutkar
- Damjan Bergant, diplomat
- Evgen Bergant (1903—1962), športnik in telesnokulturni delavec
- Evgen Bergant (1934—2004), športni novinar in publicist
- Fortunat Bergant (1721—1769), baročni slikar
- France Bergant (1931—1998), teolog, biblicist in zgodovinar
- Gašper Bergant, komik, TV voditelj
- Gregor Bergant, arhitekt
- Hubert Bergant (1934—1999), orglavec, pianist in umetnostni zgodovinar, prof. AG
- Igor Evgen Bergant (*1967), novinar in športni komentator
- Jelka Bergant Dolar (1920—2003), biokemičarka
- Jože Bergant, elektrotehnik, strok. za RTV-telekomunikacije
- Jože Bergant, veterinar
- Jure Bergant, pianist (plesalec =drug?)
- Katarina Bergant, dr. prava, (generalna državna) tožilka
- Klemen Bergant (*1966), smučar, trener
- Klemen Bergant (*1973), meteorolog, univ. prof.
- Majda Bergant, arhitektka
- Maks Bergant (1912—1996), kipar, rezbar (sodeloval s Plečnikom)
- Marija Bergant (r. Knez) (1934—2022), atletinja, knjižničarka
- Martina Bergant Marušič (*1976), biologinja, ekologinja, jamarka?
- Milica Bergant (1924—2013), pedagoginja, pedagoška sociologinja, univ. profesorica
- Mina Bergant Herič (*1985), filmska režiserka
- Otmar Bergant, urednik, prejel častni znak svobode RS za predano delo v dejavnostih društev za boj proti raku
- Srečo Bergant (1926—2020), tekstilni tehnolog in gospodarstvenik
- Srečko Bergant, kemik in ekstremni tekač
- Tomaž Bergant, hokejist
- Vesna Bergant Rakočević, pravnica, sodnica
- Zoran Bergant, strojnik
- Zvonko Bergant (*1970) teolog, politični filozof in zgodovinar, publicist
- Živko Bergant, ekonomist (dr.)